# قائمة الأسر الملكية المصرية
| الأسرة الملكية                   | شجرة العائلة                                |
| -------------------------------- | ------------------------------------------- |
| الأسرة المصرية الأولى            | شجرة عائلة الأسرة المصرية الأولى            |
| الأسرة المصرية الثانية           | شجرة عائلة الأسرة المصرية الثانية           |
| الأسرة المصرية الثالثة           | شجرة عائلة الأسرة المصرية الثالثة           |
| الأسرة المصرية الرابعة           | شجرة عائلة الأسرة المصرية الرابعة           |
| الأسرة المصرية الخامسة           | شجرة عائلة الأسرة المصرية الخامسة           |
| الأسرة المصرية السادسة           | شجرة عائلة الأسرة المصرية السادسة           |
| الأسرة المصرية السابعة           | شجرة عائلة الأسرة المصرية السابعة           |
| الأسرة المصرية الثامنة           | شجرة عائلة الأسرة المصرية الثامنة           |
| الأسرة المصرية التاسعة           | شجرة عائلة الأسرة المصرية التاسعة           |
| الأسرة المصرية العاشرة           | شجرة عائلة الأسرة المصرية العاشرة           |
| الأسرة المصرية الحادية عشر       | شجرة عائلة الأسرة المصرية الحادية عشر       |
| الأسرة المصرية الثانية عشر       | شجرة عائلة الأسرة المصرية الثانية عشر       |
| الأسرة المصرية الثالثة عشر       | شجرة عائلة الأسرة المصرية الثالثة عشر       |
| الأسرة المصرية الرابعة عشر       | شجرة عائلة الأسرة المصرية الرابعة عشر       |
| الأسرة المصرية الخامسة عشر       | شجرة عائلة الأسرة المصرية الخامسة عشر       |
| الأسرة المصرية السادسة عشر       | شجرة عائلة الأسرة المصرية السادسة عشر       |
| الأسرة المصرية السابعة عشر       | شجرة عائلة الأسرة المصرية السابعة عشر       |
| الأسرة المصرية الثامنة عشر       | شجرة عائلة الأسرة المصرية الثامنة عشر       |
| الأسرة المصرية التاسعة عشر       | شجرة عائلة الأسرة المصرية التاسعة عشر       |
| الأسرة المصرية العشرون           | شجرة عائلة الأسرة المصرية العشرون           |
| الأسرة المصرية الحادية والعشرون  | شجرة عائلة الأسرة المصرية الحادية والعشرون  |
| الأسرة المصرية الثانية والعشرون  | شجرة عائلة الأسرة المصرية الثانية والعشرون  |
| الأسرة المصرية الثالثة والعشرون  | شجرة عائلة الأسرة المصرية الثالثة والعشرون  |
| الأسرة المصرية الرابعة والعشرون  | شجرة عائلة الأسرة المصرية الرابعة والعشرون  |
| الأسرة المصرية الخامسة والعشرون  | شجرة عائلة الأسرة المصرية الخامسة والعشرون  |
| الأسرة المصرية السادسة والعشرون  | شجرة عائلة الأسرة المصرية السادسة والعشرون  |
| الأسرة المصرية السابعة والعشرون  | شجرة عائلة الأسرة المصرية السابعة والعشرون  |
| الأسرة المصرية الثامنة والعشرون  | شجرة عائلة الأسرة المصرية الثامنة والعشرون  |
| الأسرة المصرية التاسعة والعشرون  | شجرة عائلة الأسرة المصرية التاسعة والعشرون  |
| الأسرة المصرية الثلاثون          | شجرة عائلة الأسرة المصرية الثلاثون          |
| الأسرة المصرية الحادية والثلاثون | شجرة عائلة الأسرة المصرية الحادية والثلاثون |

## أنظر أيضًا
- قائمة ملوك مصر القديمة
- مصر القديمة
- عصر الأسر المصرية المبكرة
- مصر ما قبل التاريخ
- الفترة المصرية الانتقالية الأولى
- الفترة المصرية الانتقالية الثانية
- الفترة المصرية الانتقالية الثالثة